# Clarkdale (Georgia)
Clarkdale is een plaats ten noordwesten van Atlanta, de hoofdplaats van de Amerikaanse staat Georgia. In 1987 werd het opgenomen in het National Register of Historic Places (NRHP).

## Geschiedenis
Clarkdale is een industriële 'mill village' die in 1932 werd gesticht rondom de garenmolen van de  Clark Thread Company. Zowel de molen als de 98 woningen in de omgeving werden ontworpen door de architect Joseph Emory Sirrine uit North Carolina. De huizen werden in 1966 verkocht aan de bewoners, van wie er velen in de molen werkzaam waren.
Door de ontwikkeling van Clarkdale kwamen er meerdere faciliteiten naar de omgeving, zoals elektriciteit en sanitaire techniek, en werd er een openbaar zwembad aangelegd, een buurthuis opgezet en een basketbalteam opgericht. Verder kwamen er lokale bedrijven, een eigen postkantoor en werden twee kerken gesticht.
De ontslagrondes in de jaren vijftig en zestig van de 20e eeuw luidden de uiteindelijke sluiting van de molen in 1983 in. In 1987 werd Clarkdale opgenomen in het National Register of Historic Places (NRHP).
Tijdens de overstromingen van het zuidoosten van de Verenigde Staten in 2009 werd de basisschool (Clarkdale Elementary School) verwoest door het riviertje Noses Creek. De leerlingen waren toen al enkele uren eerder geëvacueerd. De nieuwe basisschool werd in augustus 2012 geopend.

## Geboren
- Ray Stevens (1939), musicus